# Riu Ulla
L'Ulla és un riu gallec que desemboca a l'oceà Atlàntic formant la ria d'Arousa. Neix de la unió de diversos rierols a Olveda, al municipi d'Antas de Ulla. Aquest es troba a la comarca d'A Ulloa, a la qual el riu li dona nom.
Els seus afluents més importants són l'Arnego i el Deza. Separa les províncies de la Corunya i Pontevedra a la major part del seu recorregut, exceptuant dos petits trams als municipis de Vedra i Padrón. Té una longitud de 132 km i una conca de 2.764 km², la segona més important de Galícia per darrere de la del Miño. Té un embassament, el de Portodemouros.